# روبرت النشتاین
روبرت النشتاین (انگلیسی: Robert Ellenstein؛ ۱۸ ژوئن ۱۹۲۳ – ۲۸ اکتبر ۲۰۱۰) یک هنرپیشه اهل ایالات متحده آمریکا بود. وی بین سال‌های ۱۹۵۴ تا ۱۹۹۸ میلادی فعالیت می‌کرد.
از فیلم‌ها یا برنامه‌های تلویزیونی که وی در آن نقش داشته است می‌توان به شمال از شمال غربی، ۱۰ به یوما و میلیون‌ها بروسترس اشاره کرد.
وی همچنین برنده جوایزی همچون پرپل هارت شده است.